# Джонсон, Кент
Кент Джонсон (англ. Kent Johnson; 18 октября 2002, Порт-Муди) — канадский хоккеист, нападающий сборной Канады по хоккею и клуба «Коламбус Блю Джекетс».

## Карьера

### Клубная

#### Юниорская карьера
С 2018 по 2020 год играл за «Трейл Смоук Итерс» в Хоккейной лиге Британской Колумбии (BCHL). По итогам сезона 2019—20 он получил трофей Бретта Халла как лучший бомбардир лиги. Помимо этого он был назван звездой первой команды BCHL, самым спортивным игроком BCHL, самым ценным игроком BCHL и нападающим года в Канадской юниорской хоккейной лиге.

#### NCCA
С 2020 по 2022 год играл за команду «Мичиган Вулверинс», представляющий Мичиганский университет. 18 января 2021 года в матче против «Мичиган Стэйт Спартанс» он набрал 5 очков за матч, повторив достижение Джея Ти Комфера в 2016 году. По итогам сезона он был в тройке лучших новичков сезона и как бомбардир и как ассистент. В следующем сезоне он забил 8 голов и отдал 29 передач; этот результат стал 4-м по передачам за игру и 16-м по очкам.

#### НХЛ
Был задрафтован на драфте НХЛ 2021 года выбран в 1-м раунде под общим 5-м номером клубом «Коламбус Блю Джекетс». 8 апреля 2022 года он подписал с клубом контракт новичка на три года. Дебютировал в НХЛ 13 апреля в матче с «Монреалем», который закончился победой «мундиров» со счётом 5:1.
22 октября 2022 года в матче с «Питтсбургом» забросил первую шайбу в НХЛ, но «Пингвинз» одержали итоговую победу со счётом 6:3.

### Международная
В январе 2022 года вошёл в число игроков сборной Канады для участия в ОИ-2022. В первом мачте с Германией (5:1) заработал первые очки за сборную, отдав две голевые передачи. В матче с Китаем (5:0) забил первый гол за сборную, который стал для него единственным на турнире. Канада прекратила борьбу за медали, проиграв в четвертьфинале Швеции со счётом 2:0; Джонсон закончил турнир с одним голом и четырьмя голевыми передачами.
Вошёл в состав сборной Канады для участия на ЧМ-2022. В матче с Казахстаном (6:3) оформил ассистентский дубль. За весь турнир забросил 4 шайбы и отдал 3 результативные передачи, а канадцы завоевали серебряные медали, уступив в финале финнам в овертайме со счётом 4:3.
В составе молодёжной сборной играл на МЧМ-2022, на котором стал чемпионом мира. На турнире заработал 9 очков (3+6), став 4-м игроком канадцев по набранным очкам.

## Статистика

### Клубная
| Сезон       | Команда              | Лига        | И   | Г  | П  | О   | Штр | И  | Г | П | О  | Штр |
| 2018/19     | Трейл Смоук Итерс    | BCHL        | 57  | 20 | 26 | 46  | 24  | 12 | 7 | 5 | 12 | 4   |
| 2019/20     | Трейл Смоук Итерс    | BCHL        | 52  | 41 | 60 | 101 | 14  | 4  | 1 | 6 | 7  | 2   |
| 2020/21     | Мичиган Вулверинс    | B1G         | 26  | 9  | 18 | 27  | 4   | —  | — | — | —  | —   |
| 2021-22     | Мичиган Вулверинс    | B1G         | 32  | 8  | 29 | 37  | 6   | —  | — | — | —  | —   |
| 2021/22     | Коламбус Блю Джекетс | НХЛ         | 9   | 0  | 3  | 3   | 2   | —  | — | — | —  | —   |
| 2022-23     | Коламбус Блю Джекетс | НХЛ         | 79  | 16 | 24 | 40  | 14  | —  | — | — | —  | —   |
| 2023-24     | Коламбус Блю Джекетс | НХЛ         | 42  | 6  | 10 | 16  | 10  | —  | — | — | —  | —   |
| 2023-24     | Кливленд Монстерз    | AHL         | 10  | 5  | 10 | 15  | 0   | —  | — | — | —  | —   |
| Всего в НХЛ | Всего в НХЛ          | Всего в НХЛ | 130 | 22 | 37 | 59  | 26  | —  | — | — | —  | —   |

### Международная
| Год                        | Сборная                    | Турнир                     | Место                      |                          | И  | Г | П | О  | Штр |
| 2022                       | Канада                     | ОИ                         | 5                          | 5                        | 1  | 4 | 5 | 0  |     |
| 2022                       | Канада                     | ЧМ                         | 2                          | 10                       | 4  | 3 | 7 | 0  |     |
| 2022                       | Канада (мол.)              | МЧМ                        | 1                          | 7                        | 3  | 6 | 9 | 2  |     |
| Всего на молодёжном уровне | Всего на молодёжном уровне | Всего на молодёжном уровне | Всего на молодёжном уровне | 7                        | 3  | 6 | 9 | 2  |     |
| Всего на взрослом уровне   | Всего на взрослом уровне   | Всего на взрослом уровне   | Всего на взрослом уровне   | Всего на взрослом уровне | 15 | 5 | 7 | 12 | 0   |